# Campionati mondiali di volo con gli sci 2000
I Campionati mondiali di volo con gli sci 2000, sedicesima edizione della manifestazione, si svolsero dal 10 al 14 febbraio a Vikersund, in Norvegia, e contemplarono esclusivamente la gara individuale maschile. Furono realizzate due serie di salti.

## Risultati
| Posizione | Atleta             | Nazione   | Punti |
| --------- | ------------------ | --------- | ----- |
| 1         | Sven Hannawald     | Germania  | 536,8 |
| 2         | Andreas Widhölzl   | Austria   | 522,6 |
| 3         | Janne Ahonen       | Finlandia | 484,1 |
| 4         | Tommy Ingebrigtsen | Norvegia  | 479,6 |
| 5         | Noriaki Kasai      | Giappone  | 466,4 |
| 6         | Martin Schmitt     | Germania  | 462,1 |

Trampolino: Vikersundbakken

## Medagliere per nazioni
| Posizione | Nazione   | Oro | Argento | Bronzo | Totale |
| --------- | --------- | --- | ------- | ------ | ------ |
| 1         | Germania  | 1   | 0       | 0      | 1      |
| 2         | Austria   | 0   | 1       | 0      | 1      |
| 3         | Finlandia | 0   | 0       | 1      | 1      |